# LZE – Lusatia bis Oybin
Die LUSATIA bis OYBIN waren zweifachgekuppelte Schlepptenderlokomotiven der Löbau-Zittauer Eisenbahngesellschaft (LZE) für den gemischten Dienst.

## Geschichte
Die fünf Lokomotiven wurden 1847 von Cockerill, Seraing/Belgien mit den Fabriknummern 185 bis 189 an die LZE geliefert. Sie erhielten die Namen LUSATIA, BOHEMIA, ZITTAU, LÖBAU und OYBIN. Die OYBIN wurde schon im Jahr darauf an die Sächsisch-Böhmische Staatseisenbahn verkauft, wo sie fortan als DRESDEN zum Einsatz kam. Die restlichen Lokomotiven versahen über eine Dauer von etwa 20 Jahren ihren Dienst auf der Stammstrecke Löbau–Zittau, wo sie vor allen Zügen verwendet wurden.
Ab 1863 wurden sie durch neu gelieferte Lokomotiven des sächsischen Herstellers Hartmann ersetzt. Die BOHEMIA wurde 1869 an die Zittau-Reichenberger Eisenbahn verkauft. Sie fuhr dort bis zu ihrer Ausmusterung im Jahr 1881 als REICHENBERG. Zur Verstaatlichung der LZE im Jahr 1871 gehörten noch zwei Maschinen zum Bestand, die zu den Königlich Sächsischen Staatseisenbahnen kamen. Die ehemalige LUSATIA blieb dort noch bis 1889 in Betrieb. Sie erreichte mit insgesamt 42 Dienstjahren das höchste Alter aller frühen, von ausländischen Herstellern gelieferten sächsischen Lokomotiven.

## Technische Merkmale
Der Kessel war aus mehreren Schüssen genietet. Der Stehkessel war mit einer halbrunden, weit über den Langkessel hinausragenden Kuppel ausgestattet, die als Dampfsammelraum diente. Die beiden Federwaag-Sicherheitsventile befanden sich auf dem Stehkessel. Zur Kesselspeisung diente zwei Kolbenpumpen, die über Exzenter von einer Achse angetrieben wurden.
Die außen angeordneten Dampfzylinder trieben die erste Kuppelachse an. Die Dampfmaschine war wahrscheinlich mit einer innenliegenden einfachen Stephensonsteuerung ohne Dampfdehnungsstufe ausgestattet, welche keinerlei Füllungsregelung zuließ.
Eine eigene Bremsausrüstung besaßen die Lokomotiven nicht. Die Abbremsung erfolgte nur über die handbetätigte Spindelbremse des Tenders.